# Нива (Тернопіль)
«Ни́ва» — український футбольний клуб, який представляє місто Тернопіль. Заснований у 1978 році. Команда 10 сезонів виступала у Вищій (Прем'єр) лізі українського чемпіонату (найвище досягнення — двічі сьоме місце). Володар Кубку УРСР, чемпіон Тернопільської області, чотириразовий володар Кубку Тернопільської області. Дворазовий чемпіон Другої ліги України (2): 2008/09, 2019/20. Команда виступає в  Першій лізі. Кольори клубу — жовтий-зелений.
Домашній стадіон: «Тернопільський міський стадіон імені Р. Шухевича» (15 150 місць).

## Історія клубу

### Попередники
- 1978—1981: «Нива» (Підгайці)
- 1982—1984: «Нива» (Бережани)
- з 1984: «Нива» (Тернопіль)

### Футбол у Тернополі

#### Австрійські, українські та інші часи
Тернопіль має давні футбольні традиції. До радянської анексії 1939 року в місті існувало з добрий десяток футбольних команд — українських, польських, єврейських.

#### Радянські часи
У 1950-х роках за часів Радянського Союзу найсильнішою командою Тернополя було «Динамо». Беручи участь у змаганнях колективів фізичної культури, динамівці кілька разів пробивалися до їх фіналу, однак виступали невдало.
У 1958 році була створена нова команда — «Авангард». Перший успіх прийшов до авангардівців у 1965 році — тоді вони фінішували другими у зональному турнірі. Через три роки «Авангард» виборов чемпіонське звання в класі «Б». Команда почала виступати у другій групі класу «А» і була перейменована на «Будівельник». Результати були такими:
1971 рік — 14 місце; 1972 р. — 15; 1973 р. — 20; 1974 р. — 19.
Два роки невдач поспіль призвели до розформування команди.
Тернопіль залишився без професійної футбольної команди на чотири роки. Повернення до міста великого футболу пов'язане з командою «Нива», яка була створена у Підгайцях. Голова правління колгоспу «Шлях до комунізму» Іван Потупа поставив завдання створити в Підгайцях футбольну команду з місцевих вихованців, яка 23 липня 1978 року провела перший офіційний матч в рамках розіграшу Кубка області. Пізніше команда переїхала до Бережан.
16 жовтня 1982 року «Нива» Бережани перемогою в чемпіонаті України серед команд колективів фізичної культури повертає Тернопільщині право участі у першості СРСР, здобуваючи путівку до другої ліги. Два роки команда «Нива» представляла місто Бережани, а у 1984 році, після завершення реконструкції Центрального міського стадіону, перебазувалася до Тернополя.
У 1983/1984 роках команда займає 13 місце, у 1985 р. — 7, 1986 р. — 4, 1987 р.— 2, 1988 р. — 12, 1989 р. — 3, у 1990 та 1991 роках — 4 місця другої ліги СРСР. В 1989 році Ігор Яворський забив 35 мячів за сезон. Поїхати з очками від цієї команди було за щастя. У рідному місті для неї не було авторитетів, не можна забути перемоги в кубку СРСР над вищоліговими, «Спартак» (Москва) 1-0 в 1988 році, та «Арарат» (Єреван) 3-1 в 1991 р. За ці роки за Ниву виступала ціла плеяда легенд тернопільського футболу, таких як Ігор Яворський, Петро Прядун, Ігор Біскуп, Володимир Венгринович, Роман Мацюпа, Ігор Покидько, Анатолій Назаренко, Юрій Панфілов, Ігор Цісельський, Віталій Рудницький.

### Чемпіонат України
У перші роки українського чемпіонату «Ниву» тренував спочатку Леонід Колтун, потім Леонід Буряк. Він прийшов у команду і відразу підняв її з зони вильоту до середини турнірної таблиці. І залишив по собі доволі добротну команду. Тяпушкін, Василитчук, Закотюк, Шищенко, Леженцев, Нікітенко, Кирлик — найвідоміші з тих, хто засвітився у Ниві. Ну і звичайно Ігор Біскуп, Олег Ящук, Михайло Дем'янчук, та брати Капанадзе. Біскуп входить в когорту гравців, котрі зіграли більше 200 матчів у чемпіонаті України. Автанділ і Таріел Капанадзе входять до числа найкращих легіонерів-бомбардирів. Усі троє грали за Ниву до сорока років. Син Ігоря Андрій Біскуп також грав у «Ниві». В 90-х «Нива» була грозою авторитетів, і не раз перемагала грандів українського футболу, «Динамо», «Шахтар», «Дніпро», «Чорноморець».
У сезоні 1997—1998 «Нива» знову досягла свого максимуму — сьомого місця (як і в сезоні 1993/1994). Очолював команду тренер-гравець Ігор Яворський. Після цього сезону справи команди пішли на спад.

#### Грузинська колонія легіонерів
На рубежі тисячоліть керівництво команди, більшість якого складали грузини, вирішило виправити справи клубу за рахунок співвітчизників. Приклад Капанадзе надихнув Автанділа Мдінарадзе і в команду прийшли Кайдарашвілі, Чомахідзе, Гвіанідзе, Сіхарулідзе, Давитнідзе, Дгебуадзе, Худжадзе, Метревелі, Шенгелія. Більшість з них, за словами Мдінарадзе, потрапили у команду безкоштовно. Це були хороші гравці, в певний момент вони давали результат, особливо перші п'ять хлопців, але з дисципліною у них не склалося. Кавказці не дотримувались спортивного режиму та за першої нагоді залишали «Ниву» й переходили в заможніші українські клуби. Під керівництвом Ігоря Юрченка, крім грузинів, також грали Нікітенко, Біскуп, Михайлів, Розгон, Хоменко, Богатир. Після першого кола «Нива» перебувала внизу турнірної таблиці (а тоді у вищій лізі грало всього 14 клубів) і навіть болгарський десант весною поправити скрутне становище не зміг, в 2001 році Нива залишає вищу лігу. За 2 сезони команда опустилася на 2 ліги вниз — із вищої до другої. З 2002 по 2013 роки, Нива виступає в другій лізі, з перервою 2009—2010 роках, коли один сезон провела в першій лізі. За час перебування у другій лізі команда дала ряд добротних гравців для елітних клубів — Гурин, Ждаха, Сернецький.

#### Перша ліга
У червні 2013 «Нива» в перехідних матчах зустрічалася з ФК «Одеса». За сумою двох матчів (0:2 на виїзді; 4:1 в дома) тернопільська команда пробилася у першу лігу. У першому матчі «Нива» перемогла з рахунком 0:2, голами відзначились Баранець 17' та Мельник 60'. Домашній матч «Нива» виграла з рахунком 4:1, тут вже забивали Кікоть 22 хв., Яворський 45+3 хв., Данищук 62 хв., Товкацький 86 хв., а одесити відповіли лише голом Балабанова з пенальті на 64' хвилині. Після матчу тренер «Нива» Ігор Яворський сказав: «Мені дуже сподобалась гра наших оборонців і центральних півзахисників, після першого тайму команда почувала себе дещо вільно і створила багато моментів». «Тепер тернопільська команда буде боротись за Прем'єр-лігу» — повідомив президент клубу Автанділ Мдінарадзе в своєму інтерв'ю.
Перший матч в першій лізі сезону 2013/14 тернопільська «Нива» провела на виїзді проти команди ФК «Полтава», «Нива» змогла здобути перемогу з рахунком 1-2 завдяки голам Ігоря Мельника та Григорія Баранця. Дебют тернопільської «Ниви» в першій лізі після три річної перерви можна оцінити на 5+.

#### Сезон 2014/2015
Зима 2014 року для тернопільської «Ниви» виявилась дуже напруженою, через політичну ситуацію в країні команда перетерпіла кризу. Ключові гравці, такі як брати Баранці (один з них Григорій був її капітаном) покинули клуб через проблеми з фінансуванням. Також її покинув легендарний в минулому футболіст, а тепер й тренер «Ниви» — Ігор Яворський. «У нас з Ігорем Петровичем нещодавно відбулася зустріч, де ми обговорили останні події у клубі. Він розповідав мені про ту ситуацію, яка склалася в останні місяці, коли я не займався справами клубу. Ігор Яворський передав мені фінансові відомості та інші документи. Після відвертої розмови з тренером, ми дійшли певної згоди, що будемо рухатися вперед з іншими спеціалістами. Ми хочемо будувати абсолютно нову структуру та команду» — слова президента тернопільського клубу Автанділа Мдінарадзе в інтерв'ю з пресс-службою. Але команді вдалося пережити кризу, хоч і зі значними втратами. До влади в тернопільській області прийшов новий губернатор Олег Сиротюк, з перших днів своєї роботи він був стурбований ситуацією в клубі. Його зацікавленість й допомогла втриматись команді.
Влітку 2014 року команда пережила повне перезавантаження в плані складу команди. Її вже покинули ключові гравці, а тут ще й залишились без досвідчених Лазорика, Романюка, Мельника, Малиша, Басараба, Товкацького. Більшість з них були футболістами основи. Також Ниву покинули основний кіпер Андрій Новак, вінгери Загинайлов та Шестаков, які теж безпосередньо були гравцями основи. Навіть із запізненням на два тури, але команда все-таки стартувала у чемпіонаті першої ліги.
Наприкінці року рішенням ФФУ клуб, як і ФК «Тернопіль», було позбавлено очок за участь у договірних матчах.

### Зміна власника, розпуск та новий старт
На початку лютого 2015 власником клубу «Нива» стала кіпрська офшорна фірма. Новим-старим власником став Степан Рубай — власник мережі торгових центрів у Тернополі, який працює разом з колегами зі Львова. 2 лютого 2016 на загальнокомандних зборах гравцям повідомили про розірвання контрактів.
«Тернопільський професійний футбольний клуб „Нива“», вже навесні 2016 року розпочав виступи в аматорських змаганнях. З сезону 2017—2018 Нива виступала в другій лізі ПФЛ.
Тренувальною базою команди стали футбольні поля і колишній Будинок культури ВО «Ватра», який перетворюють у спортивний комплекс. У сезоні 2019/20 «Нива» посіла 1 місце в групі А другої ліги та перейшла в Першу лігу.

### Повернення в першу лігу
Сезон 2020/2021 в першій лізі Нива почала з двох нічиїх проти Металіста 1925 та Альянсу. У жовтні команду покинув головний тренер Василь Малик, який пройшов із Нивою шлях від аматорів. Виконуючим обов'язки головного тренера призначили Ігоря Білана, який згодом позбувся приставки "виконуючий обов'язки" До зимової паузи клуб закріпився на 11 місці. 
Проте, весною справи погіршилися. Після зимової паузи перші чотири матчі чемпіонату Нива програла. В квітні знову помінявся головний тренер. На цей раз ним став Ігор Климовський, відомий роботою в донецькому Олімпіку. Нива Тернопіль закінчила сезон зайнявши 13 місце в першій лізі.
Сезон 2021/22 для Ниви розпочався доволі вдало, в перших п'ятьох іграх здобувши три перемоги. Середина чемпіонату була не дуже вдалою, чергуючи нічиї з поразками. Втім, заключні три ігри в осінньому колі, в яких тернополяни здобули три перемоги, дозволили команді закріпитись на п'ятому місці. Оскільки чемпіонат не було дограно у зв'язку з російсько-українською війною, Нива так і фінішувала на п'ятому місці, за крок до плей офф за право грати в Прем'єр-лізі. 

### Уболівальники
Ультрас «Ниви» збираються на «Тернопільському міському стадіоні імені Р. Шухевича» на 40-му секторі. Найпринциповіші суперники — «Карпати» (Львів) і «Прикарпаття» (Івано-Франківськ). Протистояння з якими називають "Галицьким дербі". Також неприязно фанати «Ниви» ставляться до фанатів чернівецької "Буковини" і рівненського "Вереса". Товаришують із фанатами київського «Динамо». 

## Історія чемпіонатів і кубків УРСР
| Сезон | Ліга                 | Місце | І  | В  | Н  | П  | ГЗ | ГП | О  | Кубок УРСР  |
| ----- | -------------------- | ----- | -- | -- | -- | -- | -- | -- | -- | ----------- |
| 1983  | Друга                | 13    | 50 | 15 | 18 | 17 | 41 | 51 | 48 |             |
| 1984  | Друга                | 13    | 38 | 17 | 10 | 11 | 52 | 32 | 44 |             |
| 1985  | Друга                | 7     | 40 | 18 | 9  | 13 | 61 | 52 | 45 |             |
| 1986  | Друга                | 4     | 40 | 17 | 14 | 9  | 53 | 38 | 48 | 1/64 фіналу |
| 1987  | Друга                | 2     | 52 | 28 | 16 | 8  | 85 | 38 | 72 | 1/16 фіналу |
| 1988  | Друга                | 12    | 50 | 19 | 13 | 18 | 66 | 59 | 51 | 1/16 фіналу |
| 1989  | Друга                | 3     | 52 | 29 | 12 | 11 | 78 | 45 | 70 |             |
| 1990  | Друга (буферна зона) | 4     | 42 | 22 | 11 | 9  | 70 | 51 | 55 | 1/64 фіналу |
| 1991  | Друга (буферна зона) | 4     | 42 | 25 | 6  | 11 | 56 | 29 | 56 | 1/8 фіналу  |

## Історія чемпіонатів і кубків України

### Професіональні змагання
| 1992    | Вища «Б»                             | 4 з 10                               | 18                                   | 8                                    | 5                                    | 5                                    | 16                                   | 12                                   | 21                                   | 1/32 фіналу                          |                                      |                                      |
| 1992-93 | Вища                                 | 14 з 16                              | 30                                   | 8                                    | 9                                    | 13                                   | 22                                   | 25                                   | 25                                   | 1/4 фіналу                           |                                      |                                      |
| 1993-94 | Вища                                 | 7 з 18                               | 34                                   | 13                                   | 10                                   | 11                                   | 44                                   | 26                                   | 36                                   | 1/8 фіналу                           |                                      |                                      |
| 1994-95 | Вища                                 | 12 з 18                              | 34                                   | 11                                   | 5                                    | 18                                   | 40                                   | 44                                   | 38                                   | 1/4 фіналу                           |                                      |                                      |
| 1995-96 | Вища                                 | 13 з 18                              | 34                                   | 13                                   | 3                                    | 18                                   | 37                                   | 42                                   | 42                                   | 1/4 фіналу                           |                                      |                                      |
| 1996-97 | Вища                                 | 9 з 16                               | 30                                   | 8                                    | 9                                    | 13                                   | 33                                   | 41                                   | 33                                   | 1/16 фіналу                          |                                      |                                      |
| 1997-98 | Виша                                 | 7 з 16                               | 30                                   | 12                                   | 4                                    | 14                                   | 37                                   | 39                                   | 40                                   | 1/4 фіналу                           |                                      |                                      |
| 1998-99 | Вища                                 | 13 з 16                              | 30                                   | 8                                    | 7                                    | 15                                   | 29                                   | 41                                   | 31                                   | 1/8 фіналу                           |                                      |                                      |
| 1999-00 | Вища                                 | 12 з 16                              | 30                                   | 7                                    | 10                                   | 13                                   | 40                                   | 57                                   | 31                                   | 1/8 фіналу                           |                                      |                                      |
| 2000-01 | Вища                                 | 14 з 14                              | 26                                   | 2                                    | 3                                    | 21                                   | 20                                   | 65                                   | 9                                    | 1/8 фіналу                           |                                      |                                      |
| 2001-02 | Перша                                | 18 з 18                              | 34                                   | 3                                    | 4                                    | 27                                   | 20                                   | 77                                   | 13                                   | 1/16 фіналу                          |                                      |                                      |
| 2002-03 | Друга «A»                            | 8 з 15                               | 28                                   | 10                                   | 5                                    | 13                                   | 29                                   | 36                                   | 35                                   | 1/32 фіналу                          |                                      |                                      |
| 2003-04 | Друга «A»                            | 6 з 16                               | 30                                   | 13                                   | 8                                    | 9                                    | 30                                   | 36                                   | 47                                   | 1/32 фіналу                          |                                      |                                      |
| 2004-05 | Друга «A»                            | 15 з 15                              | 28                                   | 4                                    | 5                                    | 19                                   | 18                                   | 47                                   | 17                                   | 1/32 фіналу                          |                                      |                                      |
| 2005-06 | Друга «A»                            | 4 з 16                               | 28                                   | 14                                   | 8                                    | 6                                    | 34                                   | 18                                   | 50                                   | 1/32 фіналу                          |                                      |                                      |
| 2006-07 | Друга «A»                            | 4 з 15                               | 28                                   | 15                                   | 8                                    | 5                                    | 33                                   | 15                                   | 53                                   | 1/32 фіналу                          |                                      |                                      |
| 2007-08 | Друга «A»                            | 2 з 16                               | 30                                   | 18                                   | 10                                   | 2                                    | 52                                   | 15                                   | 64                                   | 1/8 фіналу                           |                                      |                                      |
| 2008-09 | Друга «A»                            | 1 з 18                               | 32                                   | 21                                   | 8                                    | 3                                    | 50                                   | 26                                   | 71                                   | 1/64 фіналу                          |                                      |                                      |
| 2009-10 | Перша                                | 18 з 18                              | 34                                   | 3                                    | 4                                    | 27                                   | 18                                   | 72                                   | 7                                    | 1/16 фіналу                          |                                      |                                      |
| 2010-11 | Друга «A»                            | 10 з 12                              | 22                                   | 5                                    | 2                                    | 15                                   | 17                                   | 51                                   | 14                                   | 1/64 фіналу                          |                                      |                                      |
| 2011-12 | Друга «A»                            | 12 з 14                              | 26                                   | 9                                    | 6                                    | 11                                   | 30                                   | 41                                   | 18                                   | не брала участі                      |                                      |                                      |
| 2012-13 | Друга «A»                            | 2 з 11 2 з 6                         | 30                                   | 16                                   | 9                                    | 5                                    | 47                                   | 22                                   | 57                                   | 1/8 фіналу                           |                                      |                                      |
| 2013-14 | Перша                                | 10 з 16                              | 30                                   | 10                                   | 9                                    | 11                                   | 32                                   | 31                                   | 39                                   | 1/4 фіналу                           |                                      |                                      |
| 2014-15 | Перша                                | 13 з 16                              | 30                                   | 8                                    | 3                                    | 19                                   | 25                                   | 52                                   | 27                                   | 1/16 фіналу                          |                                      |                                      |
| 2015-16 | Перша                                | 16 з 16                              | 18                                   | 2                                    | 4                                    | 12                                   | 10                                   | 26                                   | 7                                    | 1/32 фіналу                          |                                      |                                      |
| 2016−17 | клуб не мав професіонального статусу | клуб не мав професіонального статусу | клуб не мав професіонального статусу | клуб не мав професіонального статусу | клуб не мав професіонального статусу | клуб не мав професіонального статусу | клуб не мав професіонального статусу | клуб не мав професіонального статусу | клуб не мав професіонального статусу | клуб не мав професіонального статусу | клуб не мав професіонального статусу | клуб не мав професіонального статусу |
| 2017−18 | Друга «A»                            | 7 з 11                               | 27                                   | 9                                    | 6                                    | 12                                   | 25                                   | 32                                   | 33                                   | 1/32 фіналу                          |                                      |                                      |
| 2018−19 | Друга «A»                            | 6 з 10                               | 27                                   | 10                                   | 6                                    | 11                                   | 28                                   | 29                                   | 36                                   | 1/64 фіналу                          |                                      |                                      |
| 2019−20 | Друга «A»                            | 1 з 11                               | 20                                   | 12                                   | 5                                    | 3                                    | 27                                   | 12                                   | 41                                   | 1/64 фіналу                          |                                      |                                      |
| 2020-21 | Перша                                | 13 з 16                              | 30                                   | 8                                    | 7                                    | 15                                   | 30                                   | 50                                   | 31                                   | 1/32 фіналу                          |                                      |                                      |
| 2021-22 | Перша                                | 5 з 16                               | 20                                   | 8                                    | 5                                    | 7                                    | 22                                   | 22                                   | 29                                   | 1/32 фіналу                          |                                      |                                      |
| 2022-23 | Перша                                | 7 з 16                               | 14                                   | 0                                    | 8                                    | 6                                    | 10                                   | 17                                   | 8                                    | не проводився                        |                                      |                                      |
| 2023-24 | Перша                                | 13 з 20                              | 28                                   | 9                                    | 9                                    | 10                                   | 29                                   | 29                                   | 36                                   | 1/32 фіналу                          |                                      |                                      |
| 2024-25 | Перша                                | 11 з 18                              | 24                                   | 8                                    | 8                                    | 8                                    | 28                                   | 27                                   | 32                                   | 1/64 фіналу                          |                                      |                                      |

### Аматорські змагання
| Сезон     | Група | Місце | Ігри | В | Н | П | РМ    | Очки | Кубок |
| --------- | ----- | ----- | ---- | - | - | - | ----- | ---- | ----- |
| 2016      | 3     | 2     | 6    | 1 | 4 | 1 | 4−3   | 7    | −     |
| 2016−2017 | 1     | 7     | 20   | 5 | 6 | 9 | 15−24 | 21   | −     |

| Сезон | Місце | Ігри | В | Н | П | РМ    | Очки | Кубок      |
| ----- | ----- | ---- | - | - | - | ----- | ---- | ---------- |
| 2016  | 6     | 18   | 5 | 7 | 6 | 21−20 | 22   | Переможець |

## Тренери
| Рік                   | Головний тренер            | Помічники                        |
| --------------------- | -------------------------- | -------------------------------- |
| 1978                  | Віктор Серебряников        |                                  |
| 1979−1981             | Михайло Дунець             |                                  |
| 1982                  |                            |                                  |
| 1983−1986             | Михайло Дунець             |                                  |
| 1987                  |                            |                                  |
| 1988                  | Віталій Полянський         |                                  |
| 1989−1990             | Олександр Павленко         |                                  |
| 1991                  | Михайло Дунець             |                                  |
| 03.1992−11.1992       | Леонід Колтун              |                                  |
| 01.1992−06.1994       | Леонід Буряк               |                                  |
| 07.1994−10.1994       | Валерій Душков             | Володимир Онисько                |
| 10.1994−06.1998       | Ігор Яворський             |                                  |
| 06.1998               | Леонід Іщук                |                                  |
| 07.1998−06.1999       | Ігор Юрченко               |                                  |
| 07.1999−08.2000       | Валерій Богуславський      |                                  |
| 09.2000−03.2001       | Ігор Яворський             |                                  |
| 04.2001−12.2001       | Ігор Біскуп                |                                  |
| 01.2002−07.2002       | Валерій Повстенко          | Ігор Біскуп                      |
| 07.2002−06.2003       | Михайло Завальнюк          |                                  |
| 07.2003−06.2004       | Леонід Іщук                |                                  |
| 06.2004               | Анатолій Назаренко         |                                  |
| 07.2004               | Леонід Іщук                |                                  |
| 08.2004−11.2004       | Едуард Яблонський          |                                  |
| 03.2005−06.2005       | Сергій Шиманський          |                                  |
| 07.2005−06.2006       | Юрій Дубровний             |                                  |
| 07.2006−05.2007       | Петро Червін               | Сергій Шиманський                |
| 05.2007−06.2007       | Самір Гасанов (в.о.)       |                                  |
| 07.2007−04.2008       | Юрій Коваль                | Самір Гасанов                    |
| 05.2008−12.2009       | Віктор Ряшко               |                                  |
| 01.2010−04.2010       | Ігор Біскуп (в.о.)         |                                  |
| 04.2010−05.2010       | Едуард Павлов              |                                  |
| 06.2010−03.2011       | Сергій Шиманський          |                                  |
| 03.2011−06.2011       | Ігор Біскуп                |                                  |
| 07.2011−09.2011       | Петро Червін               | Богдан Стронціцький, Ігор Біскуп |
| 09.2011−05.2012       | Богдан Стронціцький (в.о.) | Ігор Біскуп                      |
| 06.2012−03.2014       | Ігор Яворський             | Михайло Дунець                   |
| 03.2014−04.2015       | Богдан Самардак (в.о.)     | Михайло Дунець                   |
| 04.2015−08.09.2015    | Роман Толочко              | Любомир Вовчук                   |
| 08.09.2015−01.02.2016 | Петро Бадло                |                                  |
| 02.02.2016−01.05.2017 | Петро Бадло                |                                  |
| 01.05.2017−10.05.2017 | Самір Гасанов (в.о.)       |                                  |
| 10.05.2017−16.04.2018 | Сергій Задорожний          | Самір Гасанов                    |
| 16.04.2018−28.05.2018 | Вадим Боженко (в.о.)       | Олег Лівіцький, Олександр Стахів |
| 28.05.2018−23.09.2018 | Віталій Шумський           |                                  |
| 23.09.2018−16.10.2018 | Вадим Боженко (в.о.)       | Олег Лівіцький, Олександр Стахів |
| 16.10.2018−10.01.2019 | Олександр Стахів           | Олег Лівіцький                   |
| 10.01.2019−10.10.2020 | Василь Малик               |                                  |
| 10.10.2020−12.04.2021 | Ігор Білан                 | Олександр Войтюк, Роман Семенюк  |
| 12.04.2021−29.09.2021 | Ігор Климовський           | Руслан Уманець, Олег Діброва     |
| 08.10.2021−14.09.2022 | Андрій Купцов              | Олег Діброва                     |
| 14.09.2022−16.04.2023 | Сергій Задорожний          |                                  |
| 20.06.2023−22.09.2023 | Василь Малик               |                                  |

## Склад команди
Станом на 10 квітня 2025  року відповідно до офіційної заявки на сайті ПФЛ
| №  | Поз. | Нац.    | Гравець                |
| -- | ---- | ------- | ---------------------- |
| 1  | ВР   | Україна | Ігор Рипновський       |
| 1  | ВР   | Україна | Омелян Вільям Чубан    |
| 13 | ВР   | Україна | Марк Жулінський        |
| 34 | ВР   | Україна | Ілля Ольховий          |
| 55 | ВР   | Україна | Павло Ріпак            |
| 2  | ЗХ   | Україна | Василь Танчак          |
| 3  | ЗХ   | Україна | Владислав Климак       |
| 4  | ЗХ   | Україна | Андрій Демиденко       |
| 5  | ЗХ   | Україна | Дмитрій Скочеляс       |
| 10 | ЗХ   | Україна | Іван Паламарчук        |
| 11 | ЗХ   | Україна | Мілан Михальчук        |
| 14 | ЗХ   | Україна | Мар'ян Бац             |
| 20 | ЗХ   | Україна | Петро Величко          |
| 21 | ЗХ   | Україна | Олександр Герега       |
| 23 | ЗХ   | Україна | Арсен Слотюк (капітан) |
| 28 | ЗХ   | Україна | Ярослав Шандра         |
| 33 | ЗХ   | Україна | Максим Демчук          |
| 44 | ЗХ   | Україна | Сергій Давидов         |
| 66 | ЗХ   | Україна | Маркіян Літепло        |
| 73 | ЗХ   | Україна | Денис-Павло Махінка    |
| 2  | ПЗ   | Україна | Дмитро Макаров         |
| 7  | ПЗ   | Україна | Максим Мудрий          |
| 8  | ПЗ   | Україна | Марко Кицун            |

| №  | Поз. | Нац.    | Гравець                 |
| -- | ---- | ------- | ----------------------- |
| 9  | ПЗ   | Україна | Андрій Бей              |
| 15 | ПЗ   | Україна | Денис Довбецький        |
| 17 | ПЗ   | Україна | Максим Пежинський       |
| 18 | ПЗ   | Україна | Радіон Посєвкін         |
| 19 | ПЗ   | Україна | Юрій Болюк              |
| 22 | ПЗ   | Україна | Назар Янчишин           |
| 24 | ПЗ   | Україна | Дмитро Дударєв          |
| 25 | ПЗ   | Україна | Максим Вадовський       |
| 27 | ПЗ   | Україна | Віталій Михайлів        |
| 32 | ПЗ   | Україна | Богдан Бідзінський      |
| 33 | ПЗ   | Україна | Мар'ян Мисик            |
| 47 | ПЗ   | Україна | Владислав Мендрук       |
| 66 | ПЗ   | Україна | Максим Крамарчук        |
| 73 | ПЗ   | Україна | Вадим Садовнік          |
| 81 | ПЗ   | Україна | Максим Вапенський       |
| 97 | ПЗ   | Україна | Юрій Михайлів           |
| 99 | ПЗ   | Україна | Богдан-Юліан Вишинський |
| 20 | НП   | Україна | Олександр Ковбаснюк     |
| 35 | НП   | Україна | Вадим Сидун             |
| 45 | НП   | Україна | Валентин Напуда         |
| 77 | НП   | Україна | Дмитро Галадей          |
| 91 | НП   | Україна | Денис Резепов           |

## Відомі гравці
- Ігор Біскуп
- Ігор Яворський
- Віталій Рудницький
- В'ячеслав Грозний
- Дмитро Тяпушкін
- Автанділ Капанадзе
- Таріел Капанадзе
- Автанділ Гвіанідзе
- Вадим Кирилов
- Владислав Тернавський
- Євген Яровенко
- Сергій Задорожний
- Андрій Кирлик
- Юрій Путраш
- Віталій Розгон
- Сергій Шищенко
- Олег Ящук
- Тарас Дурай
- Андрій Новак
- Віталій Романюк
- Тарас Кабанов
- Юрій Войтович
- Юрій Чумак
- Борис Баранець
- Григорій Баранець
- Ігор Ільків
- Микола Лазорик
- Ігор Швець
- Юрій Паньків
- Ігор Семенина
- Олександр Ільющенков
- Роман Годований
- Олександр Мдинарадзе

## Легіонери Ниви
Список легіонерів Ниви Тернопіль

## Досягнення
- Чемпіонат УРСР
  -  Срібний призер: 1987
  -  Бронзовий призер: 1989
- Кубок УРСР
  -  Володар — 1980
- Чемпіонат Тернопільської області
  -   Чемпіон — 1980
- Кубок Тернопільської області з футболу
  -  Володар — 1978, 1980, 1982, 2016
  -  Срібний призер (1) — 1981
- Друга ліга чемпіонату України:
  -  Чемпіон (2): 2008/09 (група «А»), 2019/20 (група «А»)
  -  Срібний призер (1): 2007/08 (група «А»)
  -  Бронзовий призер (1): 2012/13
- Друга ліга чемпіонату СРСР:
  -  Срібний призер (1): 1987
  -  Бронзовий призер (1): 1989
- Кубок УРСР серед КФК
  -  Срібний призер (2) — 1980, 1981